# Tuba, Benguet
Tuba là một đô thị hạng 2 ở tỉnh Benguet, Philippines. Theo điều tra dân số năm 2000, đô thị này có dân số 38.366 người trong 7.210 hộ.

## Các đơn vị hành chính
Tuba về mặt hành chính được chia thành 13 khu phố (barangay).
- Ansagan
- Camp One
- Camp 3
- Camp 4
- Nangalisan.
- Poblacion
- San Pascual
- Tabaan Norte
- Tabaan Sur
- Tadiangan
- Taloy Norte
- Taloy Sur
- Twin Peaks